# Simon szicíliai gróf
Simon szicíliai gróf (olaszul: Simone di Sicilia, franciául: Simon de Hauteville; Palermo, 1093 – Mileto, 1105. szeptember 28.) itáliai normann nemes, 1101–1105 között Szicília grófja.

## Élete
Simonde di Sicilia 1093-ban született a szicíliai fővárosban I. Roger szicíliai gróf és Adelaide del Vasto legidősebb gyermekeként. Kisgyermek volt még, amikor 1101-ben elveszítette édesapját, és ezzel együtt megörökölte a szicíliai grófi koronát. Minthogy még kiskorú volt, édesanyja személyében régenst neveztek ki mellé.
A kisgyermek Simon gróf alig négy évnyi uralkodás után hunyt el 1105. szeptember 28-án. Utódja a sorban utána következő öccse lett II. Roger szicíliai gróf néven, aki később felvette a szicíliai királyi címet is.